# Escut de Beniarrés
L'escut de Beniarrés és un símbol representatiu oficial de Beniarrés, municipi del País Valencià, a la comarca del Comtat. Té el següent blasonament:
| « | Escut quadrilong de punta redona, partit. Al primer quarter, en camp de sinople, un mont d'or amb una cova de sable. Al segon quarter, en camp d'argent, una creu plana de gules. Entat en punta, en camp de gules, dues claus en sautor, una d'or i l'altra d'argent. Al timbre, corona reial oberta. | » |

## Història
L'escut fou aprovat per Resolució de 8 d'octubre de 1998, del conseller de Presidència, publicada en el DOGV núm. 3.396, de 18 de desembre de 1998.
La primera partició vol simbolitzar la cova de l'Or, considerat el jaciment neolític més important del País Valencià. A la segona partició, les armes de l'Orde de Montesa, senyors de Beniarrés. A la punta, les claus són l'atribut de sant Pere, patró de la vila.